# Sam Harris
Samuel Benjamin Harris (Los Angeles, 1967. április 9. –) amerikai filozófus, idegtudós, író és podcast műsorvezető. Munkái számos témát érintenek, többek között a racionalitást, a vallást, az etikát, a szabad akaratot, az idegtudományt, a meditációt, a pszichedelikus szereket, az elmefilozófiát, a politikát, a terrorizmust és a mesterséges intelligenciát. Harris a valláskritikájával vált ismertté, és az új ateizmus „négy lovasának” egyikeként ismert Richard Dawkins, Christopher Hitchens és Daniel Dennett mellett.
Első könyve, The End of Faith (A hit vége; 2004) elnyerte a PEN/Martha Albrand Award for First Nonfiction díjat, és 33 hétig szerepelt a New York Times bestsellerlistáján. Azóta további hat könyvet írt: Letter to a Christian Nation (2006), The Moral Landscape: How Science Can Determine Human Values (2010), a Lying (2011) című hosszú esszé, a Free Will (2012), a Waking Up: A Guide to Spirituality Without Religion című könyv 2014-ben, valamint (Maajid Nawaz brit íróval közösen) az Islam and the Future of Tolerance: Dialogue (Az iszlám és a tolerancia jövője: Párbeszéd; 2015). Munkáit több mint 20 nyelvre fordították le. Egyes kritikusok szerint írásai iszlamofóbok. Harris és támogatói azonban elutasítják ezt a jellemzést, hozzátéve, hogy az ilyen címkézés a kritika elhallgattatására tett kísérlet.
Számos neves személyiséggel vitázott Isten vagy vallás témájában, többek között William Lane Craiggel, Jordan Petersonnal, Rick Warrennel, Robert Wrighttal, Andrew Sullivannal, Cenk Uygurral, Reza Aslannal, David Wolpe-pal, Deepak Choprával, Ben Shapiróval és Peter Singerrel. Harris 2013 szeptembere óta vezeti a Making Sense podcastot (eredeti címe Waking Up), amelynek nagy hallgatósága van. 2018 körül úgy jellemezték, mint a marginalizált „renegát” értelmiségiek egyikét, bár Harris nem értett egyet ezzel a jellemzéssel. 2018 szeptemberében Harris kiadott egy meditációs alkalmazást, Waking Up: Guided Meditation címmel. A Mindfulness mozgalom egyik kiemelkedő alakjának is tartják, aki vallási meggyőződés nélkül népszerűsíti a meditációs gyakorlatokat.

## Fiatalkora és iskolái
Samuel Benjamin Harris 1967. április 9-én született a kaliforniai Los Angelesben. A néhai Berkeley Harris színész, aki főleg westernfilmekben szerepelt, és Susan Harris (született Spivak) televíziós író és producer fia, aki többek között a Soap és The Golden Girls című sorozatokat készítette. Észak-Karolinában született apja kvéker származású, anyja zsidó, de nem vallásos. Szülei válása után, amikor kétéves volt, édesanyja nevelte fel. Harris azt állította, hogy neveltetése teljesen világi volt, és szülei ritkán beszéltek a vallásról, bár azt is kijelentette, hogy nem ateistaként nevelték.
Bár eredetileg angol szakos volt, Harris a Stanford Egyetemen egy MDMA-val szerzett élménye után kezdett el érdeklődni a filozófiai kérdések iránt. Az élmény érdekelte őt, hogy talán drogok használata nélkül is képes lenne spirituális felismerésekre jutni. A Stanfordot a második évben, negyed évvel a pszichoaktív élménye után hagyta el, és Indiába és Nepálba látogatott, ahol a buddhista és hindu vallás tanítóitól, köztük Dilgo Khyentse-től meditációt tanult. Az 1990-es évek elején néhány hétig önkéntes őrként dolgozott a Dalai Láma biztonsági szolgálatában.
1997-ben, tizenegy tengerentúli év után Harris visszatért a Stanfordra, és 2000-ben filozófiából szerzett diplomát. Közvetlenül a szeptember 11-i támadások után kezdte el írni első könyvét, The End of Faith (A hit vége) címmel.
2009-ben szerzett doktori fokozatot kognitív idegtudományból a Los Angeles-i Kaliforniai Egyetemen, funkcionális mágneses rezonanciás képalkotás (fMRI) segítségével kutatta a hit, a hitetlenség és a bizonytalanság idegi alapjait. Disszertációjának címe: The Moral Landscape: How Science Could Determine Human Values (Az erkölcsi táj: Hogyan határozhatja meg a tudomány az emberi értékeket?). Témavezetője Mark S. Cohen volt.

## Munkássága

### Írás
Harris írása filozófiával, idegtudományokkal és valláskritikával foglalkozik. A vallás (különösen az iszlám) bírálatai miatt vált ismertté, és az ateizmus négy lovasának („Four Horsemen of Atheism”) egyikeként írják le Richard Dawkins, Christopher Hitchens és Daniel Dennett mellett. Írt olyan kiadványoknak, mint a The New York Times, a Los Angeles Times, az Economist, a Times, a The Boston Globe és a The Atlantic. Harris öt könyve a New York Times bestsellerje volt, és írásait több mint 20 nyelvre fordították le. A The End of Faith (2004) 33 hétig maradt a The New York Times bestseller listáján.

### Podcast
2013 szeptemberében Harris elkezdte kiadni a Waking Up podcastot (azóta a Making Sense nevet kapta). Az epizódok hossza változó, de gyakran több mint két órán át tartanak. A megjelenések nem a szokásos ütemterv szerint jelennek meg.
A podcast a tudománnyal és spiritualitással kapcsolatos témák széles skálájára összpontosít, beleértve a filozófiát, a vallást, az erkölcsöt, a szabad akaratot, az idegtudományt, a meditációt, a pszichedelikumokat és a mesterséges intelligenciát. Harris sokféle vendéggel készített interjút, köztük tudósokkal, filozófusokkal, spirituális tanítókkal és írókkal. Vendége volt többek között Jordan Peterson, Dan Dennett, Janna Levin, Peter Singer és David Chalmers.

### Meditációs alkalmazás
2018 szeptemberében Harris kiadott egy meditációs tanfolyam alkalmazást, Waking Up with Sam Harris címmel. Az alkalmazás napi meditációkat; hosszú vezetett meditációkat; napi „pillanatokat” (rövid meditációkat és emlékeztetőket); beszélgetéseket a pszichológia, a meditáció, a filozófia, a pszichedelikus szerek és más tudományágak gondolkodóival; válogatott leckéket különböző témákról, például a Mind & Emotion, Free Will (Elme és érzelem, szabad akarat) és a Doing Good (Jót cselekedni); és még sok mást. Az alkalmazás felhasználói megismerkedhetnek a meditáció több fajtájával, mint például a mindfulness meditáció, a vipassanā-stílusú meditáció, a szeretet-kedvesség meditáció és a Dzogcsen.
2020 szeptemberében Harris bejelentette elkötelezettségét, hogy a Waking Up nyereségének legalább 10%-át kiemelkedően hatékony jótékonysági szervezeteknek adományozza, ezzel ő lett az első vállalat, amely aláírta a vállalatoknak szóló Giving What We Can (Adjuk, amit tudunk) ígéretet. Az ajánlat visszamenőleges hatályú volt, figyelembe véve az alkalmazás két évvel ezelőtti indulása óta elért nyereséget.

## Társadalmi-vallási nézetei

### Vallás
Harris általában a vallás kritikusa, és az új ateista mozgalom vezető alakjának tartják. Harris különösen ellenzi az általa dogmatikus hitnek nevezett hitet, és azt mondja, hogy „Az, ha valaki úgy tesz, mintha olyan dolgokat tudna, amit nem tud, az a tudomány elárulása – és mégis ez a vallás éltető eleme.” Bár állítólag ellenzi a vallást. Harris úgy véli, hogy nem minden vallás egyenlőnek teremtetett. Harris gyakran hivatkozik a dzsainizmus erőszakmentes természetére, hogy szembeállítsa az iszlámmal, és azzal érvel, hogy a vallási doktrínák és a szentírások különbségei a vallás értékének fő mutatói.
2006 szeptemberében Harris vitatkozott Robert Wrighttal a vallási meggyőződés racionalitásáról. 2007-ben hosszas vitát folytatott Andrew Sullivan konzervatív kommentátorral a Beliefnet internetes fórumon. 2007 áprilisában Harris Rick Warren evangélikus pásztorral vitázott a Newsweek magazinban. Szintén 2007-ben vitázott David Wolpe rabbival. 2010-ben Harris csatlakozott Michael Shermerhez, hogy Deepak Choprával és Jean Houstonnal Isten jövőjéről vitázzon az ABC News Nightline által szervezett vitában. Harris 2011 áprilisában vitatkozott William Lane Craig keresztény filozófussal arról, hogy létezik-e objektív erkölcs Isten nélkül. 2018 júniusában és júliusában találkozott Jordan Peterson kanadai pszichológussal egy sor vitára a vallásról, különös tekintettel a vallási értékek és a tudományos tények kapcsolatára az igazság meghatározásában. Harris vitát folytatott Reza Aslan tudóssal.
2006-ban Harris úgy jellemezte az iszlámot, mint "csupa perem és semmi középpont", és a The End of Faith című könyvében azt írta, hogy "az iszlám doktrína [...] egyedülálló veszélyt jelent mindannyiunk számára", azzal érvelve, hogy a terrorizmus elleni küzdelem valójában az iszlám elleni háború. 2014-ben Harris kijelentette, hogy az iszlámot „különösen harciasnak és a civil diskurzus normáival szemben ellenségesnek” tartja, mivel szerinte „rossz eszmékről van szó, amelyeket rossz okokból tartanak, és amelyek rossz viselkedéshez vezetnek”. 2015-ben Harris és a világi iszlám aktivista Maajid Nawaz közösen írták meg Az iszlám és a tolerancia jövője (Islam and the Future of Tolerance) című könyvet. Ebben a könyvben Harris azzal érvel, hogy az iszlamofóbia szó egy „veszedelmes mém”, amely megakadályozza az iszlám fenyegetéséről szóló vitát. Harrist 2020-ban Jonathan Matusitz, a Közép-Floridai Egyetem docense "a dzsihádellenes baloldal bajnokának" minősítette.
Harris kritizálja az Egyesült Államok politikájában a keresztény jobboldalt is, és őket hibáztatja azért, mert a politikai figyelmet az „álproblémákra, például a melegházasságra” helyezik. Kritikus a liberális kereszténységgel szemben is – ahogyan azt például Paul Tillich teológiája képviseli –, amely szerinte a Bibliára alapozza hiedelmeit annak ellenére, hogy valójában a szekuláris modernitás befolyásolta. Kijelenti továbbá, hogy ezzel a liberális kereszténység retorikai fedezetet nyújt a fundamentalistáknak.
Hangsúlyozza, hogy nem minden vallás egyforma, és ha egy vallás a "béke vallásának" tekinthető, az nem az iszlám, hanem inkább a dzsainizmus, amely Indiában a buddhizmussal egy időben alakult ki, és a buddhizmus és az erőszakmentesség az alapvető doktrínája. Hangsúlyozza, hogy ahhoz, hogy valaki gyakorló dzsainista legyen, vegetáriánusnak és pacifistának kell lennie, a dzsain szerzetesek pedig még maszkot is viselnek, hogy ne lélegezzenek be semmilyen élőlényt. De rámutat, hogy még a dzsain vallásnak is megvannak a maga problémái, mivel a dzsainok bizonyos dolgokat elégtelen bizonyítékok alapján hisznek, ami bizonyos vallási dogmákhoz vezet.
Harris gyakran megjegyezte a buddhista gondolkodás néhány pozitív aspektusát, különösen a meditációval kapcsolatban, például azt, hogy a buddhizmus hangsúlyozza, hogy az ember viselkedése és szándékai hatással vannak az elmére, és a boldogság elérése érdekében arra kell törekedni, hogy „legyőzzük a félelmet és a gyűlöletet”, miközben „maximalizáljuk a szeretetet és az együttérzést”. 2019-ben, amikor a Waking Up: Searching for Spirituality Without Religion című könyvéről beszélt, megjegyezte, hogy a Nyugat sokat tanulhatna Kelettől a hinduizmusban és a buddhizmusban fellelhető meditációs hagyományokról, bár szerinte a meditáció hagyományos vallási meggyőződések nélkül is gyakorolható.

### Tudomány és erkölcs
A The Moral Landscape című művében Harris amellett érvel, hogy a tudomány képes választ adni az erkölcsi problémákra és segíteni az emberi jólétet. Példákat hozva arra, amikor a vallás kudarcot vall, Harris rámutat, hogy „a katolikus egyház jobban foglalkozik fogamzásgátlás megakadályozásával, mint a gyermekek megerőszakolásának megakadályozásával”, és egy vallási hagyomány elősegíti a „női nemi szervek megcsonkítását” Szomáliában. Harris azt állítja, hogy a vallás „primitív erőfeszítés volt származásunk leírására”, és a tudomány őszintébb érvelést ad a jövőbeli emberi jólétről.

### Szabad akarat
Harris azt mondja, hogy a szabad akarat eszméjét „nem lehet leképezni semmilyen elképzelhető valóságra”, és az inkoherens.” Azt írja a Free Will című könyvében, hogy az idegtudomány »leleplezi, hogy az ember egy biokémiai bábu«.
Daniel Dennett filozófus szerint Harris Free Will című könyve sikeresen cáfolta a szabad akarat általános értelmezését, de nem válaszolt megfelelően a szabad akarat kompatibilista értelmezésére. Dennett szerint a könyv értékes volt, mert számos neves tudós nézetét fejezte ki, de ennek ellenére „a hibák valóságos múzeumát” tartalmazza, és „Harrisnek és másoknak meg kell csinálniuk a házi feladatukat, ha a téma legjobb gondolataival akarnak foglalkozni”.

### Mesterséges intelligencia
Harrist különösen a mesterséges általános intelligencia által okozott egzisztenciális kockázatok foglalkoztatják, amelyeket részletesen tárgyalt. 2016-ban TED-előadást tartott a témában, 'melyben azt állította, hogy ez komoly veszélyt jelent majd a jövőben, és bírálta a téma iránti csekély érdeklődést. Érvelése szerint a mesterséges intelligencia veszélyei három premisszióból következnek: az intelligencia a fizikai információfeldolgozás eredménye, az emberek folytatni fogják az innovációt a mesterséges intelligencia terén, és az emberek még messze nem érték el az intelligencia maximálisan lehetséges mértékét. Harris szerint még ha a szuperintelligens mesterséges intelligencia öt-tíz évtizedre is van, az emberi civilizációra gyakorolt hatásainak mértéke indokolja a kérdés megvitatását már a jelenben.

## Politikai nézetei
Harris liberálisnak vallja magát, bejegyzett demokrata és soha nem szavazott republikánusra az elnökválasztásokon. Támogatja az azonos neműek házasságát és a kábítószerek dekriminalizálását. A Los Angeles Timesnak írt véleménycikkében azt mondta, hogy támogatja a Bush-kormányzat iraki háborújával szembeni kritikák nagy részét, valamint a költségvetési politikával és a kormányzat tudományokkal való bánásmódjával kapcsolatos kritikák egészét. Harris azt is mondta, hogy a liberalizmus „veszélyesen elszakadt a világunk realitásaitól” az iszlám fundamentalizmus által jelentett fenyegetésekkel kapcsolatban.

## Magánélete
2004-ben Harris feleségül vette Annaka Harris-t (született Gorton), aki szépirodalmi és tudományos könyvek írója és szerkesztője volt, miután közös érdeklődést tanúsítottak a tudat természetével kapcsolatban. Két lányuk van és Los Angelesben élnek.
2020 szeptemberében Harris tagja lett a Giving What We Can nevű hatékony altruista szervezetnek, amelynek tagjai vállalják, hogy bevételük legalább 10%-át hatékony jótékonysági szervezeteknek adják, mind egyénileg, mind a Waking Up céggel együtt.
Harris gyakorolja a brazil dzsúdzsucut.

## Könyvei
- The End of Faith: Religion, Terror, and the Future of Reason – 2004, W.W. Norton & Company, ISBN 0-393-03515-8
- Letter to a Christian Nation – 2006, Alfred A. Knopf, Inc. ISBN 0-307-26577-3
  - Tények és keresztények. Levél egy keresztény nemzethez – Nyitott Könyvműhely, Budapest, 2009 · ISBN 9789639725508 · Fordította: Kepes János
- The Moral Landscape: How Science Can Determine Human Values – 2010, Free Press, ISBN 978-1-4391-7121-9
- Lying – 2011, Four Elephants Press, ISBN 978-1-940051-00-0
- Free Will – 2012, Free Press, ISBN 978-1-4516-8340-0
- Waking Up: A Guide to Spirituality Without Religion – 2014, Simon & Schuster, ISBN 978-1-4516-3601-7
- Sam Harris – Maajid Nawaz(wd): Islam and the Future of Tolerance: A Dialogue – 2015, Harvard University Press, ISBN 978-0-674-08870-2
- Sam Harris – Richard Dawkins – Daniel Dennett – Christopher Hitchens: The Four Horsemen: The Discussion that Sparked an Atheist Revolution – 2019, Bantam Press, ISBN 978-0-593-08039-9
- Making Sense: Conversations on Consciousness, Morality, and the Future of Humanity – 2020, Ecco, ISBN 978-0-06-285778-1

## Fordítás
- Ez a szócikk részben vagy egészben  a   Sam Harris című angol Wikipédia-szócikk fordításán alapul.  Az eredeti cikk szerkesztőit annak laptörténete sorolja fel. Ez a jelzés csupán a megfogalmazás eredetét és a szerzői jogokat jelzi, nem szolgál a cikkben szereplő információk forrásmegjelöléseként.